# Yé (département)
Yé est un département et une commune rurale du Burkina Faso, situé dans la province du Nayala et la région de la Boucle du Mouhoun. Il comptait en 2012, 35 567 habitants.

## Villages
Le département de Yé comprend un village chef-lieu (populations actualisées en 2012)  :
- Yé (6 161 habitants)

et 19 autres villages :
- Bondaogtenga (671 habitants)
- Bouna (1 275 habitants)
- Daman (3 595 habitants)
- Doumbassa (1 031 habitants)
- Goersa (1 537 habitants)
- Kangotenga (987 habitants)
- Kobé (147 habitants)
- Mélou (2 795 habitants)
- Mobgowindtenga (1 618 habitants)
- Nabonswindé (1 874 habitants)
- Niempourou (1 763 habitants)
- Noagtenga (575 habitants)
- Sankoué (3 223 habitants)
- Saoura (2 215 habitants)
- Sidikitenga (603 habitants)
- Siguinvoussé (866 habitants)
- Tani (2 684 habitants)
- Watinoma (1 324 habitants)
- Yambatenga (621 habitants)

La commune est peuplée de Marka, de San, de Nuna, de Bwaba, de Mossé et de Foulbè.

## Économie
L'activité économique prédominante est l'agriculture et l'élevage.

## Culture
Les masques et la lutte traditionnelle sont les traits culturels de la commune.